# Parque Natural Regional da Floresta do Oriente
O Parque Natural Regional da Floresta do Oriente (em francês:  Parc naturel régional de la Forêt d'Orient) é uma área protegida de florestas e lagos em Champagne-Ardenne, região da França. Ele cobre uma área total de 70.000 hectares O parque abrange a grande Reserva Natural Nacional da Floresta do Oriente e três lagos artificiais: Lac d'Orient, Lac du Temple e Lac Amance. A área foi oficialmente designada como um parque natural regional em 1970.

## Comunas integrantes
O parque inclui as seguintes comunas:
- Amance • Argançon • Assencières
- Blaincourt-sur-Aube • Bossancourt • Bouranton • Brévonnes • Briel-sur-Barse • Brienne-la-Vieille • Brienne-le-Château
- Champ-sur-Barse • Chauffour-lès-Bailly • Courteranges
- Dienville • Dolancourt • Dosches
- Épagne
- Géraudot
- Jessains • Juvanzé
- Lassicourt • Laubressel • Lesmont • La Loge-aux-Chèvres • Lusigny-sur-Barse • Luyères
- Magny-Fouchard • Maison-des-Champs • Maizières-lès-Brienne • Mathaux • Mesnil-Saint-Père • Mesnil-Sellières • Molins-sur-Aube • Montiéramey • Montreuil-sur-Barse
- Onjon
- Pel-et-Der • Piney • Précy-Notre-Dame • Précy-Saint-Martin • Puits-et-Nuisement
- Radonvilliers • Rosnay-l'Hôpital • La Rothière • Rouilly-Sacey
- Saint-Christophe-Dodinicourt • Saint-Léger-sous-Brienne
- Thennelières • Trannes
- Unienville
- Val-d'Auzon • Vauchonvilliers • Vendeuvre-sur-Barse • Villemoyenne

## Lagos
Os três lagos artificiais oferecem atividades esportivas e de lazer para os visitantes e um lar para os animais. O maior deles, o Lac d'Orient, cobre 2.500 hectares ao lado de duas marinas e três praias de areia.

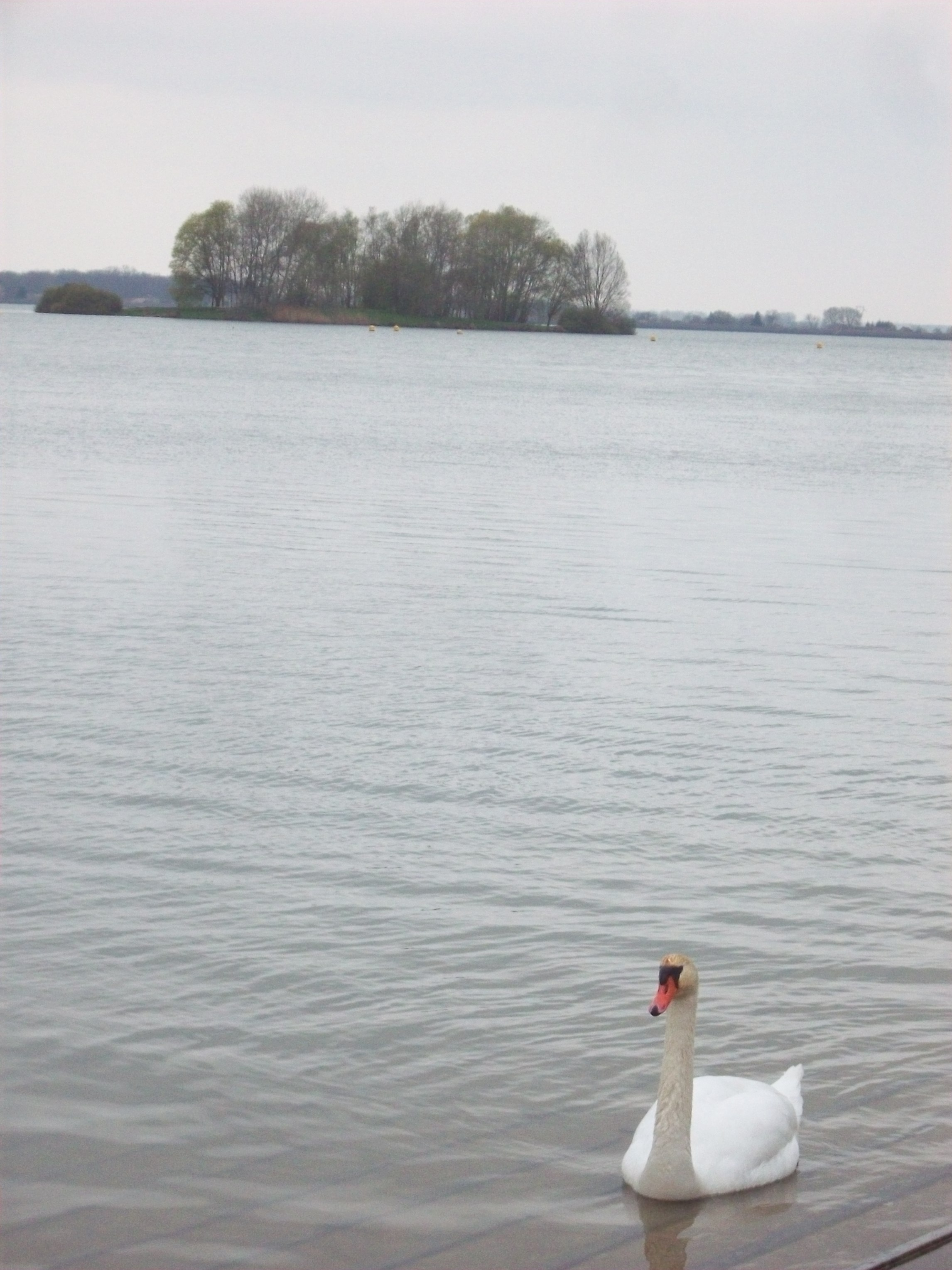
Lac Amance
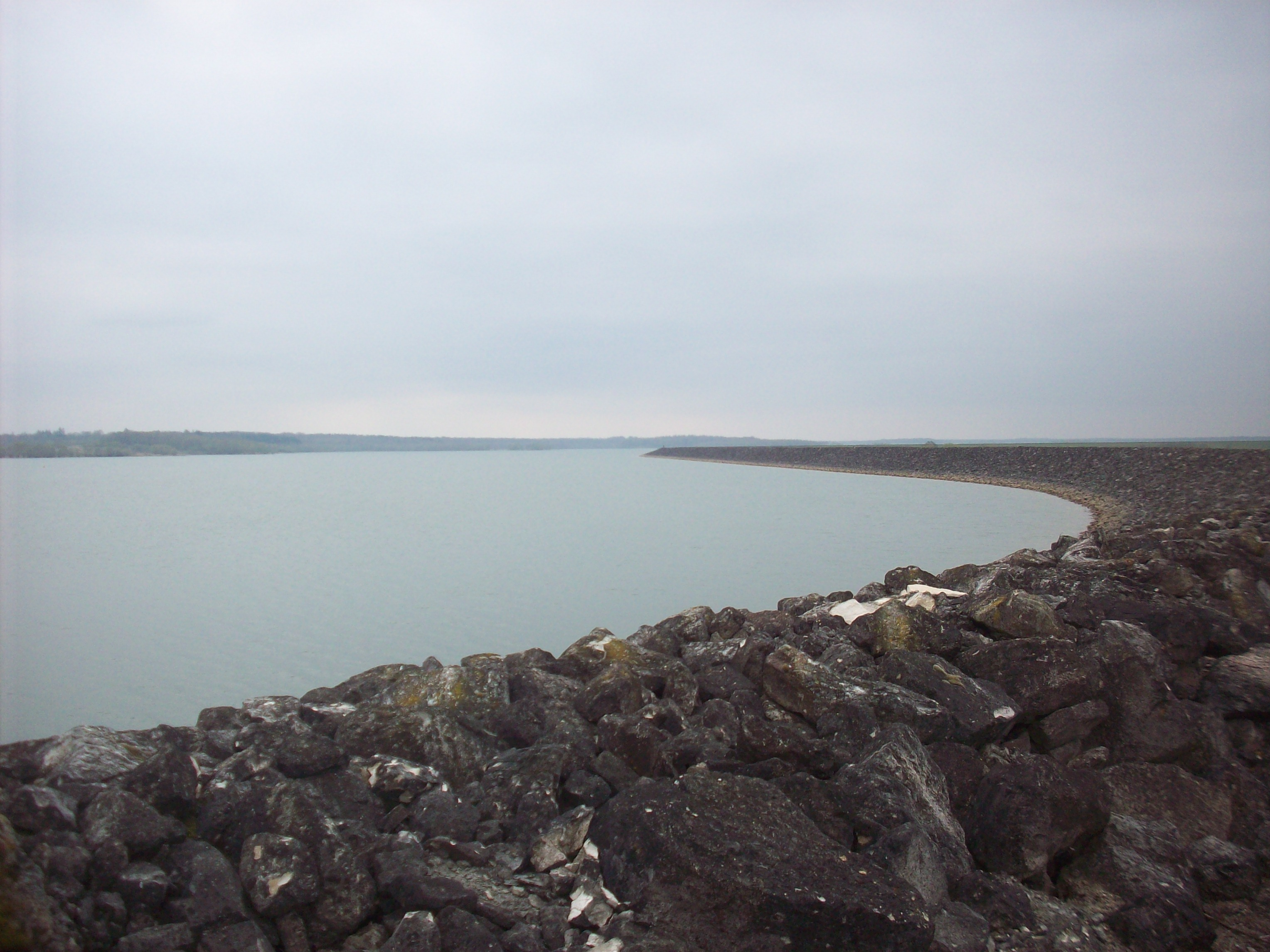
Lac du Temple
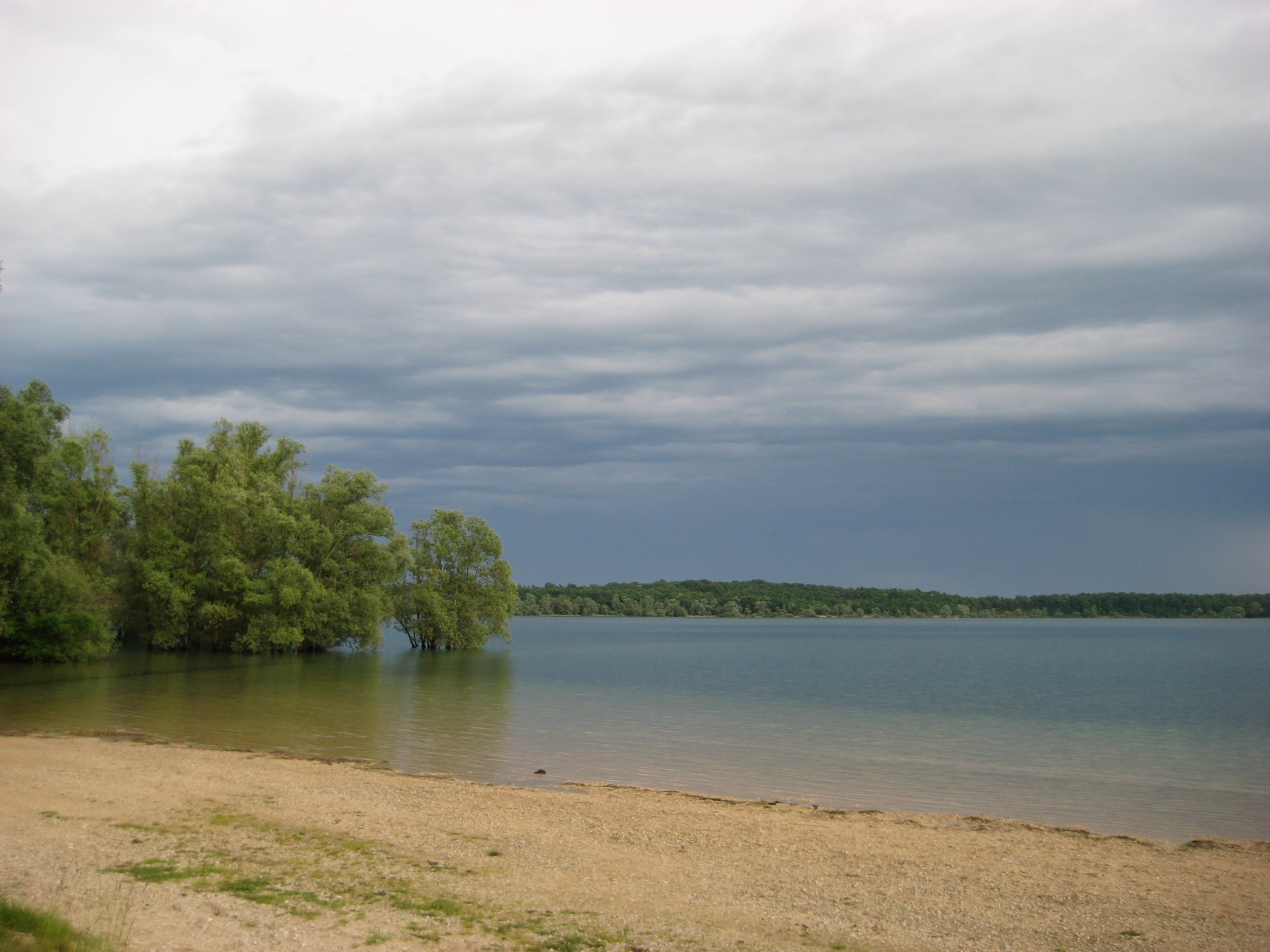
Lac d'Orient